# Doggy
Doggy è un singolo della cantante tedesca Katja Krasavice, pubblicato il 24 novembre 2017.

## Video musicale
Il video musicale è stato reso disponibile in concomitanza con l'uscita del singolo.

## Tracce
Testi di Robin Fleck e Robin Wick, musiche di Robin Fleck.
Download digitale
1. Doggy – 2:42

CD singolo
1. Doggy – 2:42
2. Doggy (Instrumental) – 2:42

Download digitale – Eric Chase Remix
1. Doggy (Eric Chase Remix) – 2:43
2. Doggy (Eric Chase Extended Mix) – 4:13

## Formazione
- Katja Krasavice – voce
- Stard Ova – produzione

## Classifiche
| Classifica (2017) | Posizione massima |
| ----------------- | ----------------- |
| Austria           | 5                 |
| Germania          | 7                 |
| Svizzera          | 26                |